# Elachertus similis
Elachertus similis är en stekelart som först beskrevs av Girault och Alan Parkhurst Dodd 1915.  Elachertus similis ingår i släktet Elachertus och familjen finglanssteklar. Inga underarter finns listade i Catalogue of Life.